# Bataille d'Inkerman
Guerre de Crimée
Batailles
- Isaccea (10-1853)
- Oltenița (11-1853)
- Pitsounda (11-1853)
- Sinope (11-1853)
- Cetate (12-1853)
- Silistra (04-1854)
- Kurekdere (08-1854)
- Bomarsund (08-1854)
- Petropavlovsk (08-1854)
- Alma (09-1854)
- Sébastopol (10-1854)
- Balaklava (10-1854)
- Inkerman (11-1854)
- Eupatoria (02-1855)
- Taganrog (05-1855)
- Kars (07-1855)
- Tchernaïa (08-1855)
- Malakoff (09-1855)
- Kanghil (09-1855)
- Kinbourn (10-1855)

La bataille d'Inkerman est un affrontement de la guerre de Crimée qui oppose les troupes russes aux corps expéditionnaires français et britanniques le 5 novembre 1854.

## Contexte
Malgré leur échec le 25 octobre précédent lors de la bataille de Balaklava, les Russes souhaitent toujours briser le siège autour de leur place de Sébastopol. Débouchant d'Inkerman, l'objectif russe est une hauteur dominant le camp britannique, au demeurant mal défendue. La veille, les Russes ont reçu un renfort de 30 000 hommes commandés par le général Dannenberg et les grands-ducs Michel et Alexandre.

## Le plan russe
Les Russes savent que l'armée alliée est divisée en deux grands corps, l'un dit « de siège », chargé directement des opérations militaires contre Sébastopol, l'autre « d'observation », qui doit repousser les attaques venant du dehors. 
La droite des Anglais est dominée par une hauteur accessible du côté d’Inkerman et des marais de la Tchernaïa. L'état-major anglais a commis la faute de ne pas fortifier convenablement cette hauteur. Il n’y a élevé qu’une petite redoute pour seulement deux canons, d’un relief insuffisant pour mettre une grande-garde à l’abri de l’escalade.
À la suite de cette hauteur, auprès de Balaklava, s'étend une ligne de monticules d’un escarpement inaccessible, où campent les deux divisions françaises du corps d’observation. 
Sur toute cette ligne, il n’y a d’accessible que la hauteur d'Inkerman. C'est donc ce point que les généraux Menchikov et Dannenberg choisissent d’enlever à l’aide de leurs forces cinq fois plus nombreuse que le petit nombre de soldats anglais chargés de défendre une redoute inachevée et mal armée et qui ne pourront donc pas résister. 
Une fois maîtres de cette hauteur, les Russes doivent y placer une nombreuse artillerie, qui foudroiera à volonté le camp anglais placé en contrebas, pendant que des colonnes d'infanterie descendront sur ce même camp, couperont les communications de l’armée assiégeante avec Balaklava, et opéreront  leur jonction avec le reste de l’armée russe entre cette ligne et celle des tranchées.
En même temps, la garnison de Sébastopol doit faire une forte sortie, et placer ainsi l'armée de siège entre deux feux. Si cette grande et habile manœuvre réussit, l’armée combinée, attaquée à dos, sera forcée d’abandonner ses travaux de siège et de se faire jour au travers de l’armée ennemie pour regagner les deux ports de dépôt, Balaklava et la baie de Kamiesch. 
Dès lors, chacune des deux armées alliées peut se trouver acculée à la mer, n’ayant d’autre moyen de salut qu’un embarquement précipité. Ce plan habile est cependant déjoué par la coalition.

## Déroulement
Les généraux russes ont choisi la matinée du 5 novembre 1854 pour livrer la bataille. Il a plu toute la nuit ; un brouillard épais couronne les hauteurs et couvre la vallée d’Inkerman. À l'aube, à la faveur de l’obscurité, et profitant du brouillard, un puissant corps d’armée russe de 40 000  à   45 000 hommes avec une nombreuse artillerie s’avance silencieusement sur la droite des Anglais, et gravit la colline sur laquelle est placée la faible redoute, défendue par 8 000 Britanniques. Les postes avancés de la 2e division anglaise, surpris dans leur sommeil, se replient en toute hâte, en donnant l’alarme. Bientôt toutes les hauteurs sont envahies par les soldats russes qui avancent en force. Leurs grandes capotes grises les rendent presque invisibles au milieu du brouillard, même à quelques pas de distance. Tous les postes avancés des Anglais sont repoussés, et la redoute qui couvre leur droite est emportée. Les Russes la garnissent d’artillerie, et commencent à tirer sur le camp des Anglais.
Pendant que l’attaque russe commence du côté de la redoute, une démonstration est faite dans la vallée de Balaklava par l’infanterie, la cavalerie et l’artillerie réunies, afin d’attirer sur ce point l’attention des Français, campés sur les hauteurs qui la dominent, et de les empêcher de se porter au secours des Anglais. Mais le général Bosquet, qui commande le corps d’observation français, comprend qu'il s'agit d'une diversion.
La division anglaise de Cambridge éprouve des pertes énormes en perdant et en reprenant deux ou trois fois la redoute enlevée par les Russes ; le général Cathcart est tué. Les divisions anglaises de Cambridge et Cathcart, ayant conservé leur ordre de bataille sous un feu soutenu, ne peuvent cependant prolonger la lutte beaucoup plus longtemps. Vers dix heures, un premier corps français, de 3 000 hommes (des zouaves, des chasseurs d'Orléans, des tirailleurs algériens, des chasseurs d'Afrique, du 7e léger, du 6e commandé par le colonel Edmond Jean Filhol de Camas et le 50e de ligne) avec quarante pièces de canon en première ligne, vient à leur rescousse (la brigade Monet et la cavalerie Morris en réserve), attaquant les Russes de flanc. Avant que l’ennemi n'ait le temps de se reconnaître, un bataillon de zouaves et un bataillon de tirailleurs algériens s’élancent dans la masse russe. Le général Fay, ancien aide de camp du général Bosquet lors de la bataille, décrit ainsi l'entrée en ligne des zouaves et tirailleurs algériens : « Rien ne peut rendre l'effet produit par l'entrée en ligne de ces vétérans de l'armée d'Afrique, au teint bronzé, au costume étrange, courant la baïonnette en avant ; les tirailleurs algériens bondissaient « au milieu des broussailles comme des panthères » ; quant aux zouaves, précédés d'un de leurs plus intrépides officiers, le commandant Dubos, ils luttèrent de vitesse avec les Algériens « en manœuvrant avec cette intelligence, cette bravoure à toute épreuve, qui ne s'émeut même pas, quand l'ennemi vous entoure un instant ». Tandis qu'en les voyant apparaître les Anglais reprenaient confiance dans l'issue de la journée, les Russes semblaient déjà ne plus combattre que pour assurer leur retraite. ».
Au même moment, vers 10 heures une troupe de 8 000 Russes tente d'attaquer les premières lignes françaises mais est repoussée par les défenseurs français (des 39e et 19e de ligne, la légion étrangère et le 20e léger).

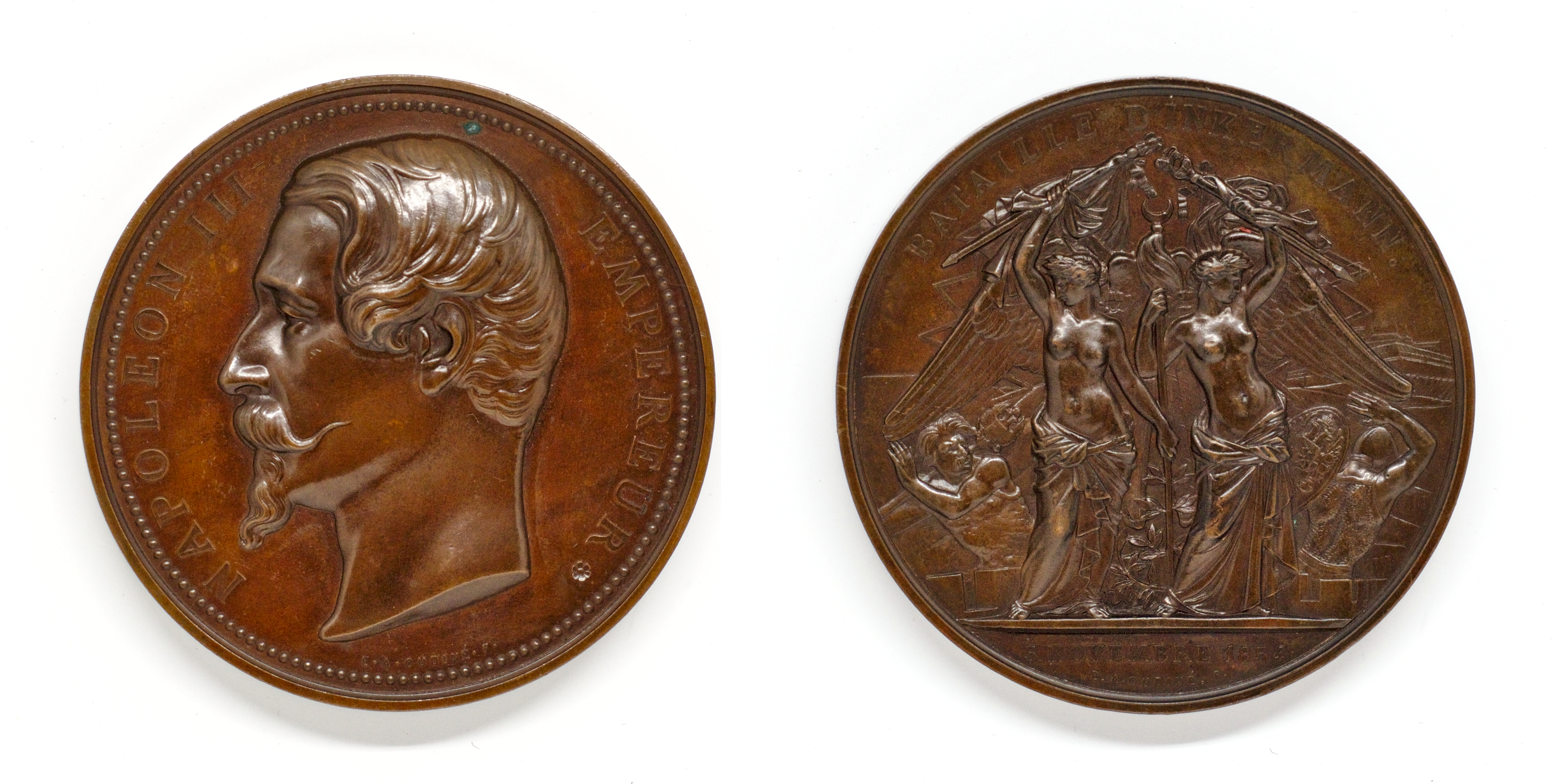
Médaille célébrant la victoire de la France lors de la bataille d'Inkerman, 1854.

Pendant trois heures, les combats font rage : la hauteur est reconquise plusieurs fois par chaque camp. Enfin, passé midi, la brigade Monet arrive à son tour sur la hauteur d'Inkerman et achève la déroute russe.
Les Russes comptent environ 15 000 hommes morts ou blessés, contre 2 600 Britanniques et 900 Français. 
Le  général de brigade de Lourmel, est tué lors de la bataille. On déplore également la mort du colonel de Camas. Le général britannique Cathcart est également tué.

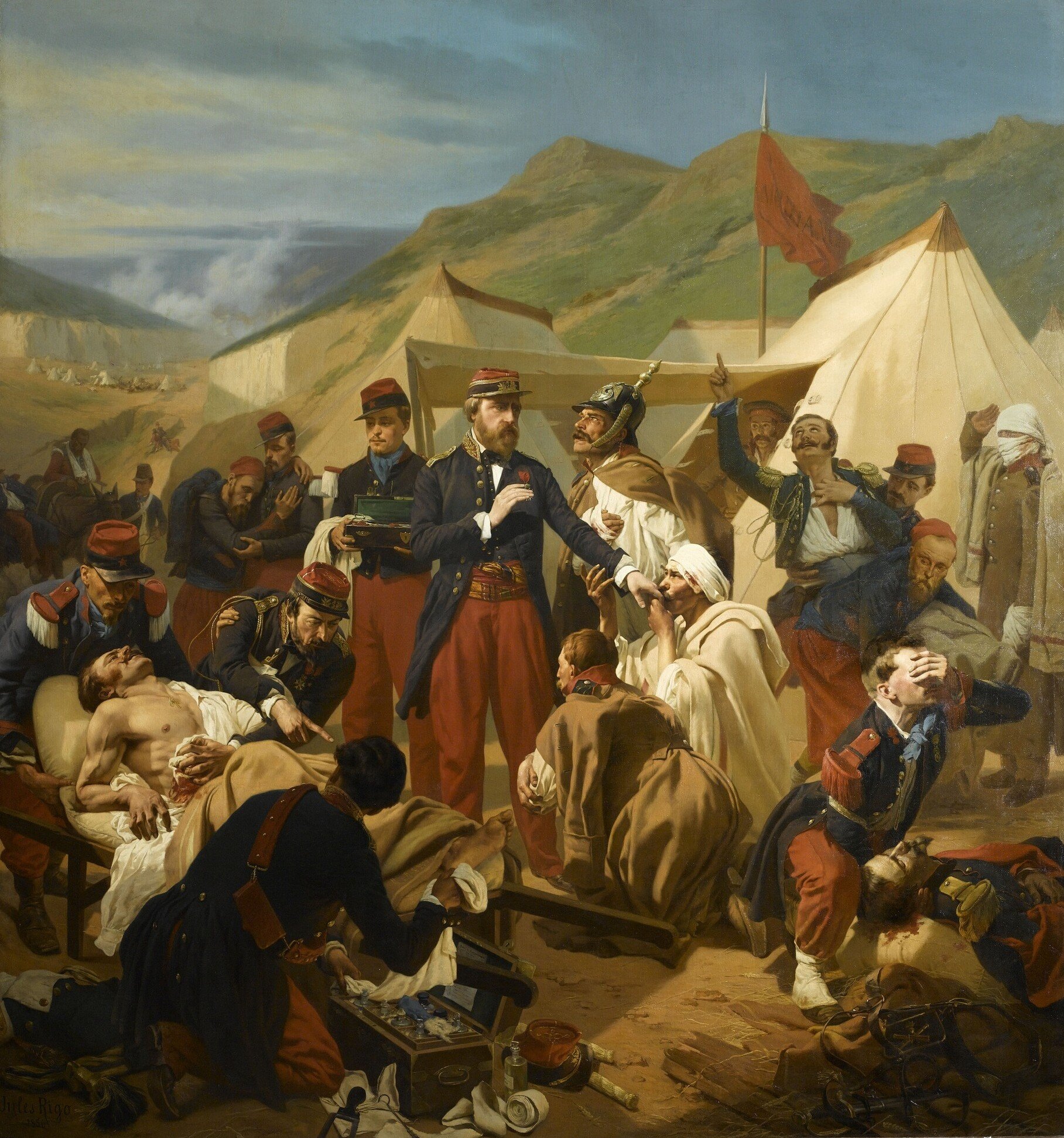
Deux médecins militaires français soignant des blessés de toute origine après la bataille d'Inkerman, le 5 novembre 1854.